# ملروز پارک (فورت لاودردیل)
ملروز پارک (به انگلیسی: Melrose Park) یک منطقهٔ مسکونی در ایالات متحده آمریکا است که در شهرستان براوارد، فلوریدا واقع شده‌است. ملروز پارک ۲٫۳ کیلومتر مربع مساحت و ۷٬۱۱۴ نفر جمعیت دارد و ۲ متر بالاتر از سطح دریا قرار دارد.